# Günther Claassen
Günther Berthold Maximilian Claassen (* 1. Dezember 1888 in Warschau; † 22. Juli 1946 in Zuffenhausen) war ein deutscher Polizeipräsident und SS-Oberführer zur Zeit des Nationalsozialismus.

## Leben
Günther Claassen war der Sohn des Unternehmers und Gutsherrn Friedrich Leopold Claassen und dessen belgische Amelie Suermondt. Nach Erlangung der Obersekundareife an einem Danziger Gymnasium absolvierte Claassen eine landwirtschaftliche Lehre und war anschließend im landwirtschaftlichen Bereich tätig. Seinen Militärdienst leistete er 1909/10 als Einjährig-Freiwilliger beim 2. Westpreußischen Feldartillerie-Regiment Nr. 36 der Preußischen Armee in Danzig ab und avancierte 1912 zum Leutnant der Reserve. Während des Ersten Weltkrieges leistete er durchgehend Kriegsdienst, zuletzt seit 1917 als Oberleutnant der Reserve. Für sein Wirken erhielt Claassen beide Klassen des Eisernen Kreuzes. Nach Kriegsende gehörte er 1918/19 dem Freikorps Danzig an und war danach Gutsverwalter am Niederrhein. Ab 1930 lebte er in München.
Von 1928 bis 1931 war er Mitglied des Stahlhelms. Er wurde im Dezember 1931 zunächst Förderndes Mitglied der SS und trat der Allgemeinen SS Anfang Mai 1932 bei (SS-Nummer 31.549), in der er im September 1937 bis zum SS-Oberführer aufstieg. Der NSDAP trat er zum 1. Mai 1932 bei (Mitgliedsnummer 1.117.342). Er war auch Mitglied im Lebensborn e. V. Ab Juli 1932 war er dem Stab des Reichsführers SS zugeteilt und Adjutant des Chefs des SS-Amtes. Nach der Machtergreifung der Nationalsozialisten übernahm er im März 1933 die Leitung der Personalabteilung II, wurde im Juni 1933 Hauptreferent beim SS-Gericht und im November 1934 Chef des SS-Gerichtsamtes. Ab 1935 übernahm er leitende Funktionen beim SS-Abschnitt XVII bzw. von 1938 bis 1942 beim SS-Oberabschnitt West.
Im Mai 1937 wurde er zunächst geschäftsführend Polizeipräsident in Münster und ab Ende Juni 1938 definitiv. Von 1938 bis 1940 war er Mitglied des Westfälischen Provinzialrates. Nach Beginn des Zweiten Weltkrieges war er im deutsch besetzten Polen von Oktober 1939 bis Mitte Oktober 1941 Polizeipräsident von Warschau. Zusätzlich war er während dieser Zeit ab September 1940 Führer zweier SS-Totenkopfstandarten. Ende Oktober 1941 wurde er kommissarisch und Mitte Mai 1942 definitiv zum Polizeipräsidenten von Karlsruhe ernannt und bekleidete diese Funktion bis Mitte April 1945. Bei Kriegsende setzte er sich aus Karlsruhe ab und wurde wenige Tage nach Kriegsende am 12. Mai 1945 durch Angehörige der US-Armee in Tirol festgenommen. Zunächst befand er sich im Internierungslager Ludwigsburg und ab Ende Juni 1946 im Internierungslager 78 in der Grenadier-Kaserne in Stuttgart-Zuffenhausen. Er beging im Lager am 22. Juli 1946 wahrscheinlich Suizid, um einer Auslieferung nach Polen zu entgehen.

## Beförderungen in der SS
- 25. Juli 1932: SS-Untersturmführer[1]
- 9. November 1932: SS-Hauptsturmführer[1]
- 30. Januar 1933: SS-Sturmbannführer[1]
- 30. Januar 1934: SS-Obersturmbannführer[1]
- 9. September 1934: SS-Standartenführer[1]
- 12. September 1937: SS-Oberführer[1]

## NS-Auszeichnungen
- SA-Sportabzeichen[1]
- Ehrendegen des Reichsführer SS[1]
- SS-Ehrenring (SS-Totenkopfring)[1]